# Райт (вулкан)
Райт (англ. Wright, бывшее временное название — W) — группа из двух подводных вулканов. Они расположены в Тихом океане к юго-западу от острова Кертис, в районе архипелага Кермадек, который относится к территории Новой Зеландии. Обнаружены в 2004 году научно-исследовательским судном «Тангароа» в ходе экспедиции NOAA, которая исследовала окрестности островов Кермадек.
Вершина вулканов достигает глубины 900 метров и имеет небольшие кальдеры. Сложены эти вулканы базальтами. В кальдерах обнаружены застывшие лавовые потоки, подушечные лавы и брекчии. В 2004 и 2005 годах в кальдере юго-восточного вулкана была зарегистрирована гидротермальная активность: оттуда поднимались струи горячей воды.
В районе вулканов можно встретить, в частности, морские анемоны, погонофор, двустворчатых моллюсков и неизвестный ранее в новозеландских водах вид удильщикообразных (см. галерею).

## Галерея

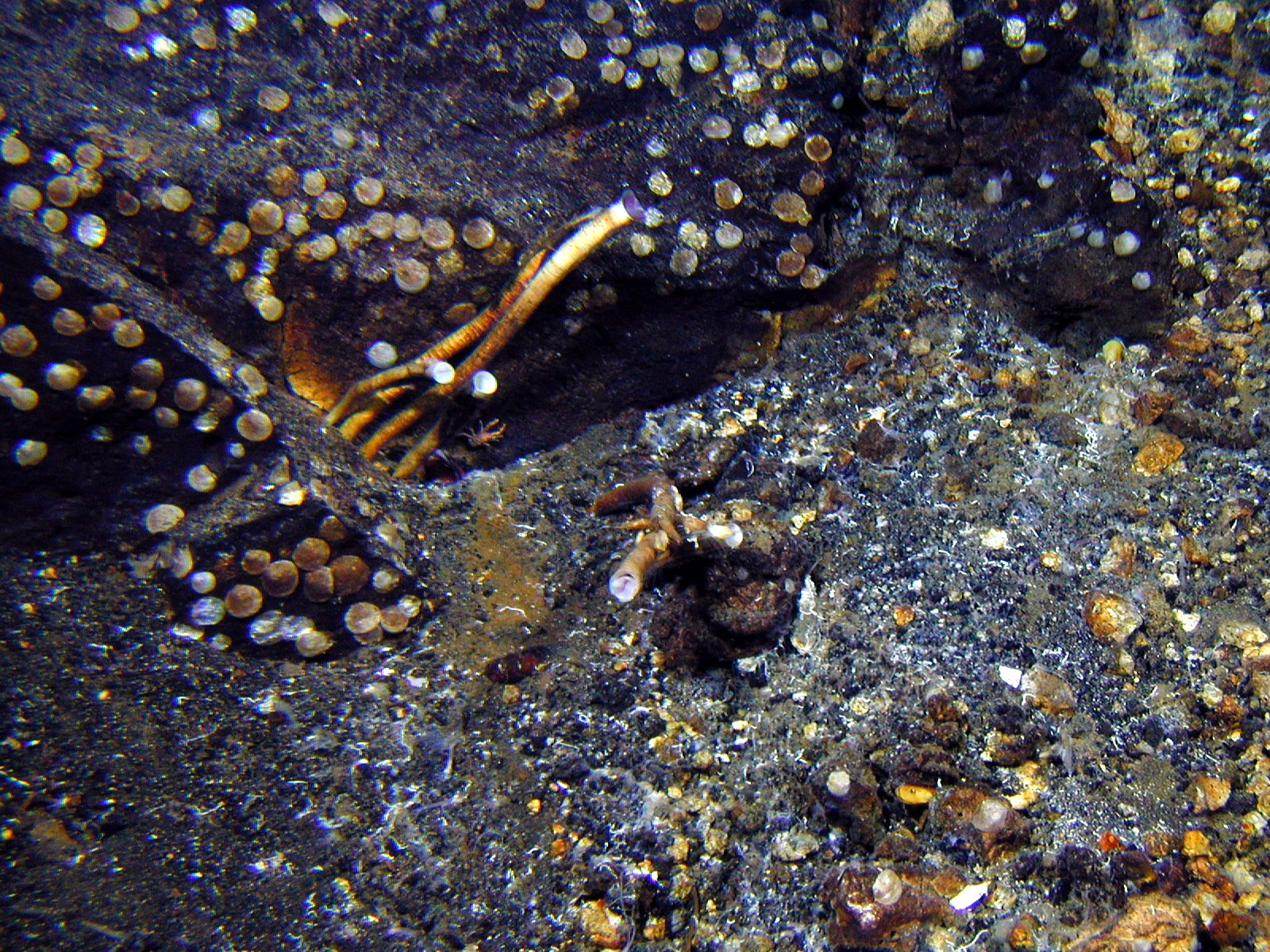
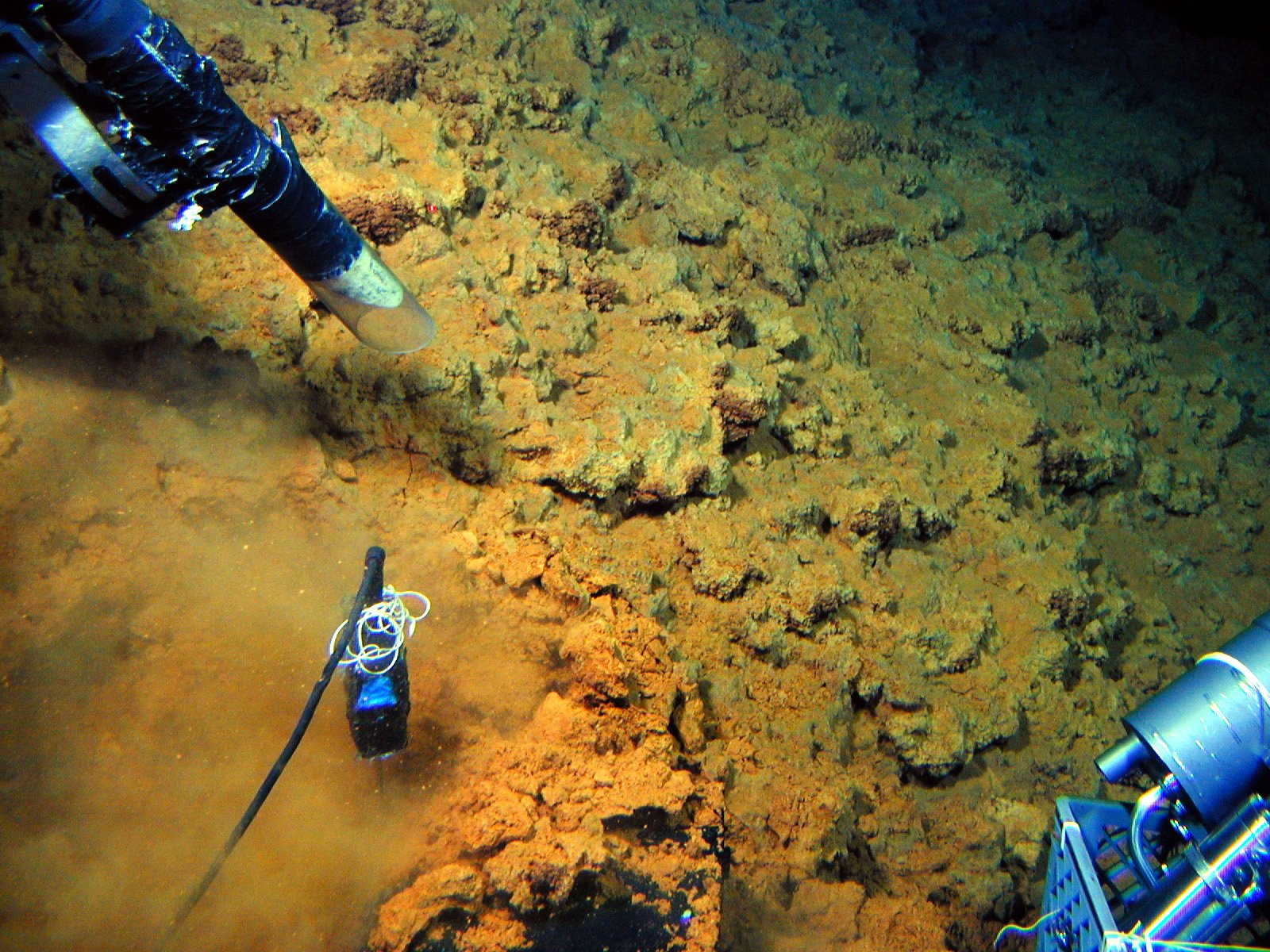
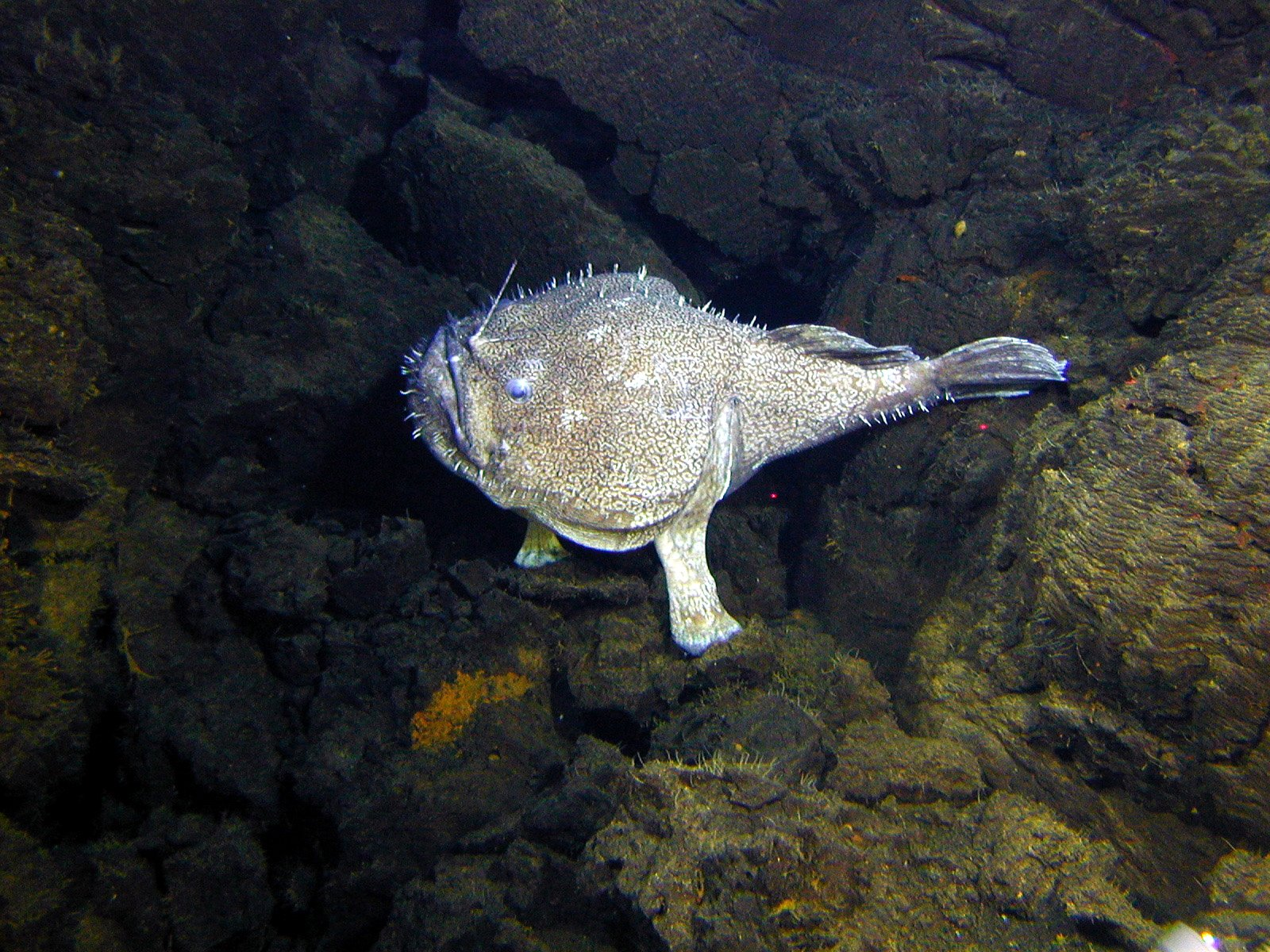
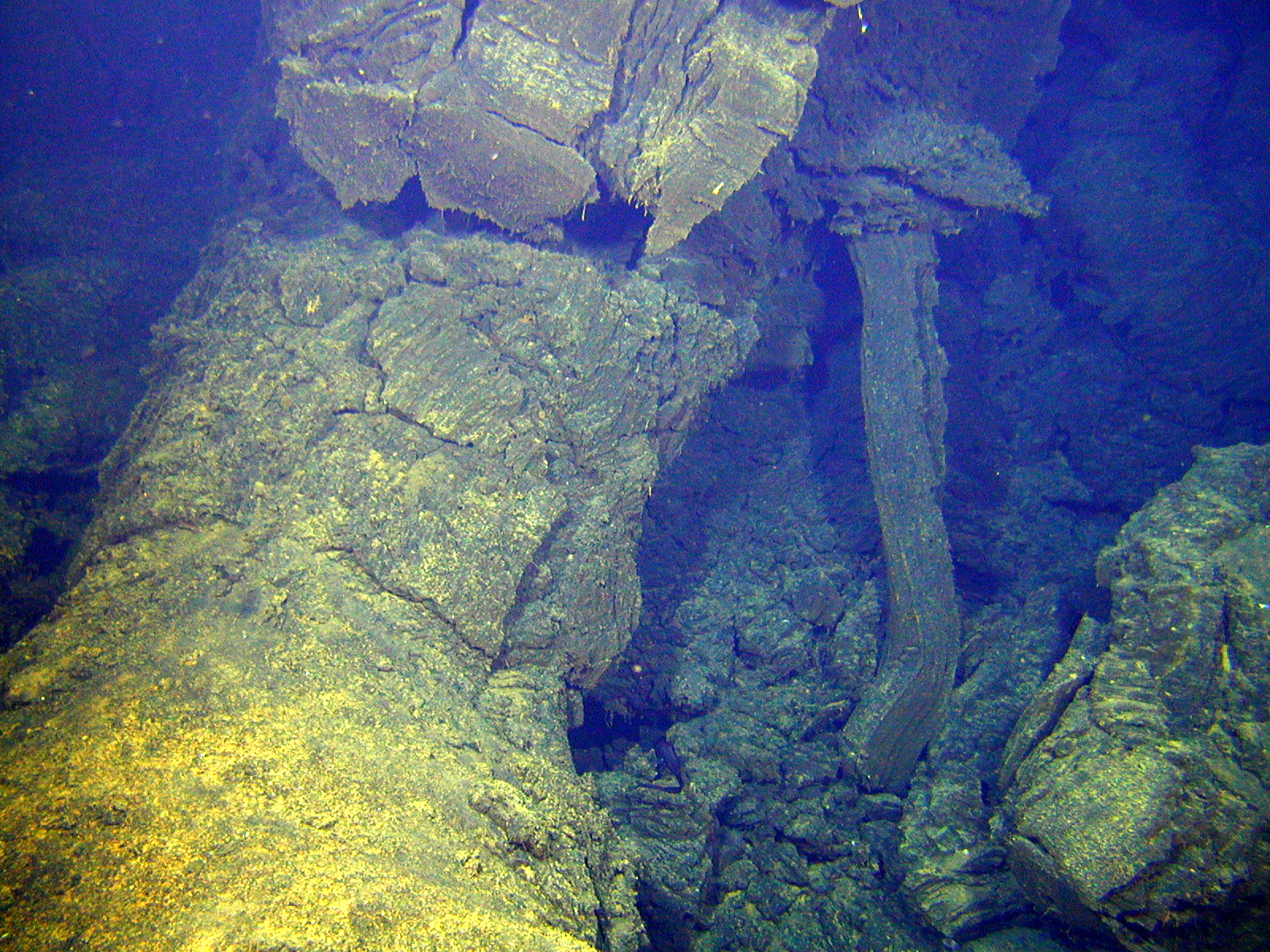
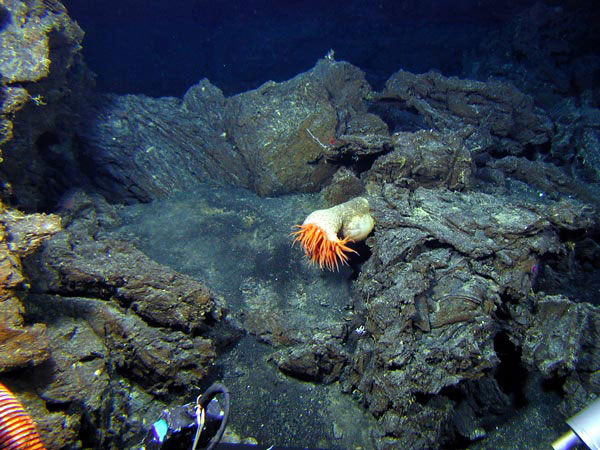